# Kazimierz Kostrakiewicz
Kazimierz Kostrakiewicz (ur. 6 lutego 1907 w Cacicy na Bukowinie (obecnie w Rumunii, zm. 5 października 1975 w Krakowie) – polski biolog, wykładowca Wyższej Szkoły Pedagogicznej w Krakowie. 

## Życiorys
Pochodził z rodziny robotniczej. Jego rodzicami byli Aleksander, maszynista kolejowy, i Emilia z domu Piątek. Absolwent VIII Państwowego Gimnazjum Matematyczno-Przyrodniczego w Krakowie. Studia wyższe rozpoczął w 1926 na Uniwersytecie Jagiellońskim, wstępując na wydział Matematyczno-Przyrodniczy. Dyplom magistra otrzymał w 1932 roku. 
Był nauczycielem. Początkowo, w latach 1930-1931, odbył praktykę w Prywatnym Gimnazjum Koedukacyjnym w Przemyślanach. Potem przez osiem lat (1932-1939) nauczał w IV Państwowym Gimnazjum w Krakowie. W czasie okupacji niemieckiej (1940-1945) pracował na etacie w Państwowym Męskim Gimnazjum Kupieckim w Krakowie. Uczył tam towaroznawstwa, fizyki, higieny i geografii gospodarczej. 
Stopień doktora nauk filozoficznych otrzymał w 5 marca 1949 na podstawie rozprawy Studia systematyczne nad polskimi gatunkami rodzaju Vicia L., obronionej na Uniwersytecie Jagiellońskim. Jego promotorem był Władysław Szafer.
W 1949 znalazł zatrudnienie na WSP w Krakowie. W roku następnym został starszym asystentem w Instytucie Botaniki UJ. Pracował w Ogrodzie Botanicznym Uniwersytetu Jagiellońskiego. Potem awansował na adiunkta i w 1955 na docenta.
Pracował na tej uczelni przez 28 lat. Objął tam Katedrę Botaniki na wydziale Geograficzno-Biologicznym. Kierował nią przez czternaście lat, aż do roku 1969. Od 1962 do 1964 pełnił funkcję dziekana tego wydziału. W 1962 został przewodniczącym Zespołu Rzeczoznawców Biologii działającej przy Radzie Głównej ds. Wyższych Szkół Pedagogicznych.
Prowadził zajęcia z botaniki ogólnej i systematyki.
Interesował się przede wszystkim systematyką roślin wyższych. Został pochowany na cmentarzu Rakowickim w Krakowie.

## Odznaczenia
- Krzyż Kawalerski Orderu Odrodzenia Polski - 17 września 1975
- Złoty Krzyż Zasługi - 3 października 1970
- Medal X-lecia PRL - 10 marca 1955
- Odznaka 1000-lecia Państwa Polskiego
- Złota Odznaka ZNP[6] za tajne nauczanie na terenie Krakowa